# Pozo Blanco del Capulín
Pozo Blanco del Capulín är en ort i Mexiko.   Den ligger i kommunen San José Iturbide och delstaten Guanajuato, i den centrala delen av landet, 220 km nordväst om huvudstaden Mexico City. Pozo Blanco del Capulín ligger 2 099 meter över havet och antalet invånare är 478.
Terrängen runt Pozo Blanco del Capulín är platt åt nordväst, men åt sydost är den kuperad. Runt Pozo Blanco del Capulín är det ganska glesbefolkat, med 36 invånare per kvadratkilometer. Närmaste större samhälle är San José Iturbide, 8,2 km sydväst om Pozo Blanco del Capulín. Trakten runt Pozo Blanco del Capulín består i huvudsak av gräsmarker.